# Storia di Rimini

## Le origini
Le prime tracce dell'insediamento umano nel territorio riminese risalgono al Paleolitico inferiore (oltre 800.000 anni fa). Il popolamento fu favorito già in epoca antica dalla posizione geografica e dalla caratteristica morfologica dell'area: colli ricchi di sorgenti idriche, allo sbocco dell'ampia valle del Marecchia (agevole via di comunicazione con l'alta valle Tiberina attraverso il valico di Viamaggio) e in prossimità del mare, che offriva buone possibilità di approdo alla foce del fiume.
Nell'età del ferro (IX secolo a.C.) la vicina Verucchio fu il centro egemone della civiltà villanoviana nella Romagna sud-orientale ed ebbe stretti rapporti commerciali e culturali con le città etrusche di Tarquinia e Veio.
Dal V secolo sorsero i primi insediamenti anche in pianura, nell'area della futura città romana, probabilmente ad opera delle popolazioni villanoviane stanziate a Verucchio.
L'arrivo dei Celti (390 a.C.) portò rapidamente alla decadenza e all'abbandono di numerosi insediamenti umbro-etruschi e contemporaneamente favorì lo sviluppo dei centri costieri di Ravenna e Rimini. Le tribù gallo-celtiche mantennero per quasi un secolo il controllo del territorio, fino alla battaglia del Sentino (295 a.C.), nella quale la coalizione di Galli, Umbri, Etruschi e Sanniti fu sconfitta dai Romani, che aprirono la strada alla colonizzazione della Gallia Cisalpina.

## Ariminum

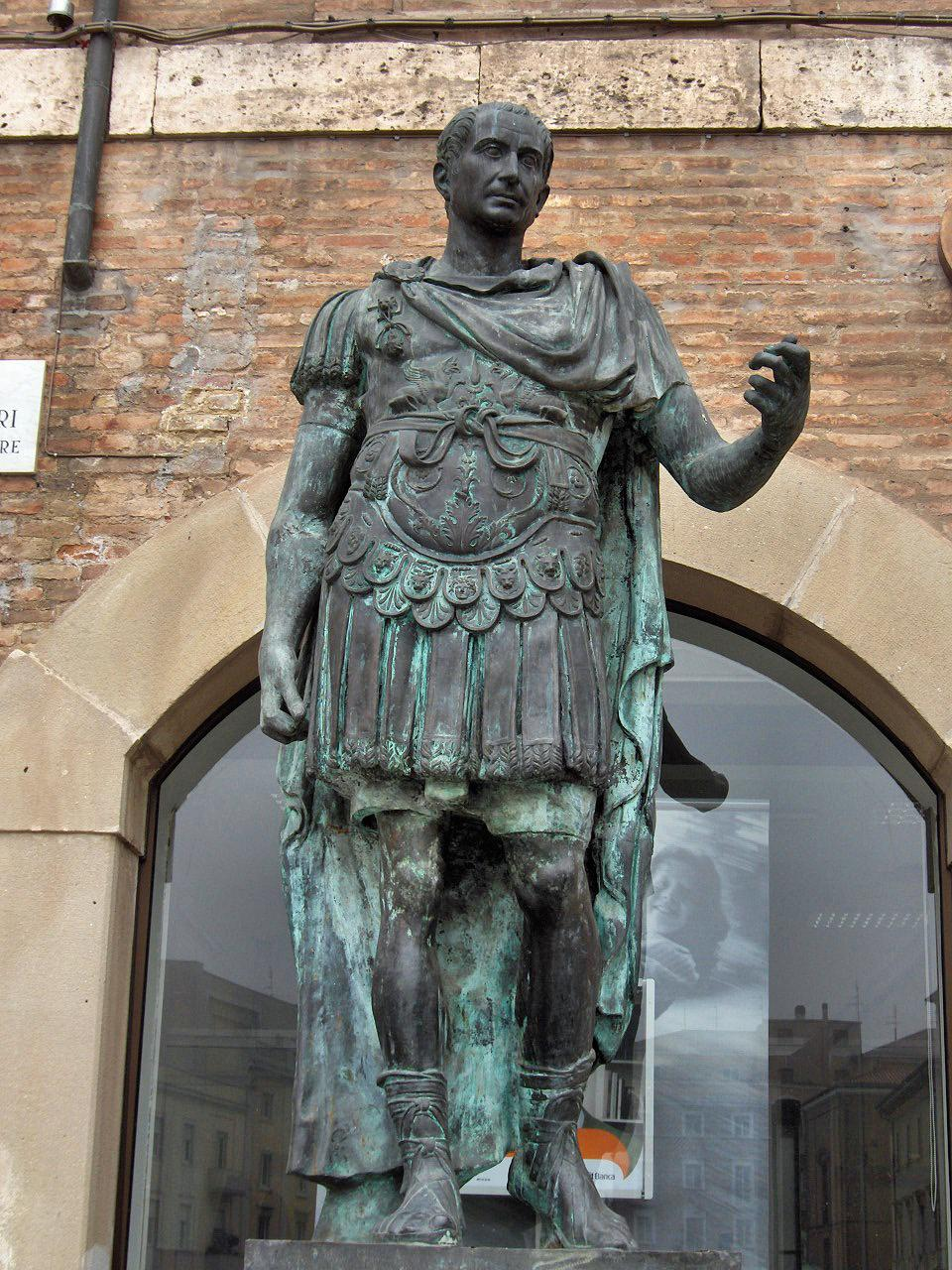
Il monumento a Giulio Cesare in Piazza Tre Martiri

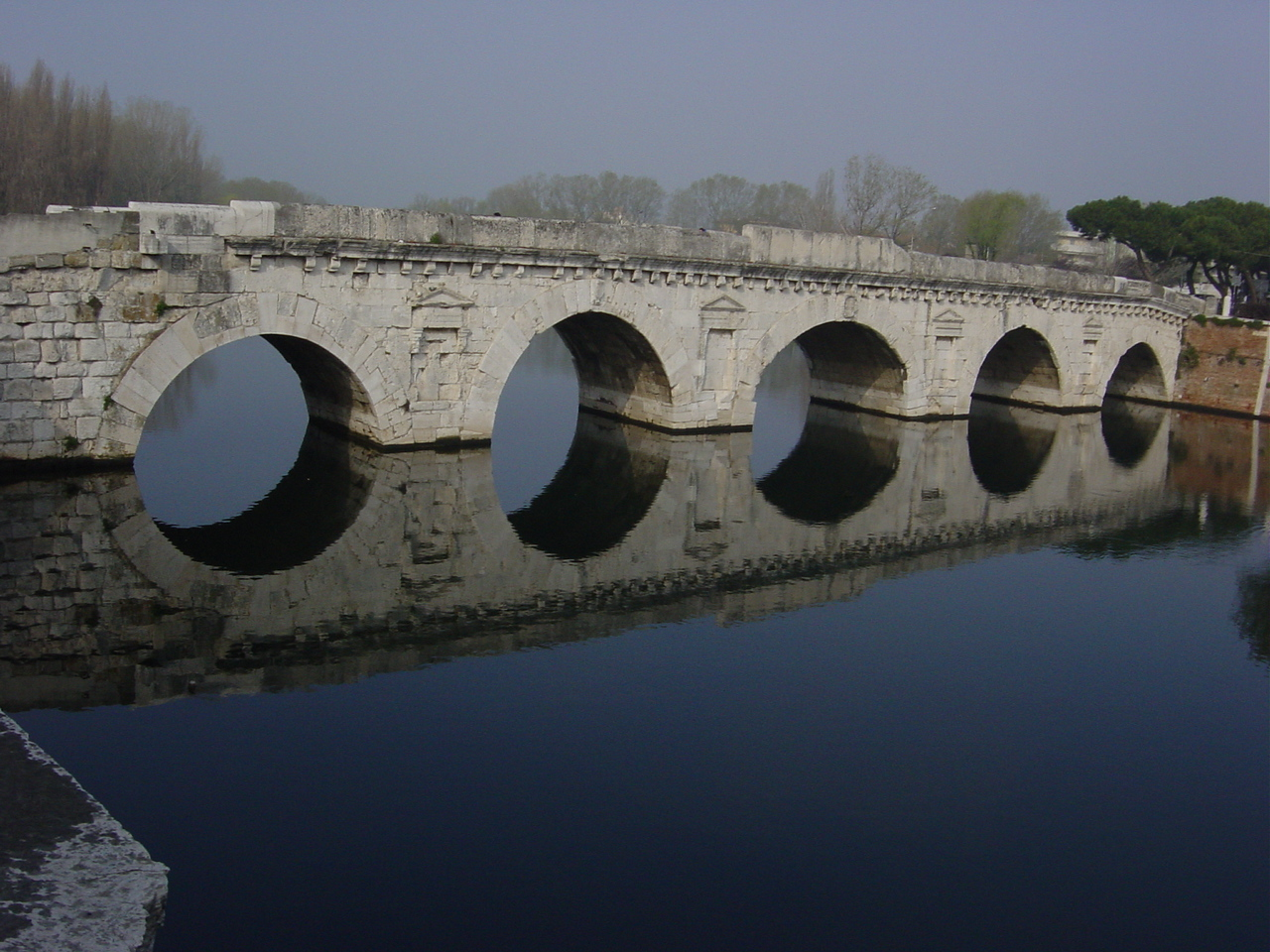
Il Ponte di Tiberio, punto di partenza della Via Emilia

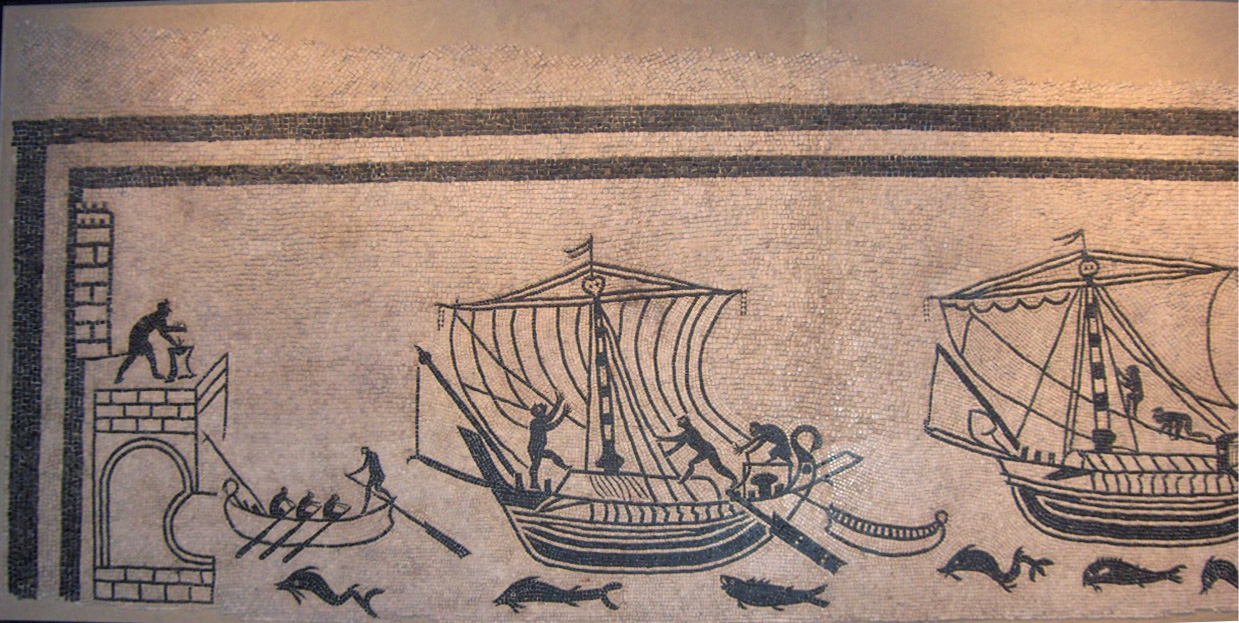
Il porto di Rimini nel mosaico delle barche dalla domus di Palazzo Diotallevi (Rimini, Museo della Città)

Nel 268 a.C., alla foce del fiume Ariminus (oggi Marecchia), in una zona del Piceno già abitata in precedenza dagli Etruschi, dagli Umbri, dai Piceni e dai Galli, i Romani "fondarono" la Colonia di Diritto latino di Ariminum. Lo statuto di colonia latina, conferito solitamente alle città fondate allo scopo di controllare e difendere nuovi territori, conferiva ad Ariminum il ruolo di stato autonomo, legato a Roma da trattati che ne regolamentavano il commercio, la difesa e i rapporti esteri.
I coloni latini che si insediarono nel riminese, circa 25.000, provennero dalle città del Latium vetus o arcaico che per 200 anni fu in guerra contro Roma: Aricia, Tusculum, Tibur, Suessa Pometia, Velitrae, Ardea; il rapporto con l'odierna Ariccia è testimoniato dall'introduzione del culto di Diana, che ad Aricia era Diana Aricina e a Rimini divenne Diana Arimina.
Dopo la prima guerra punica (264-241 a.C.) il console Gaio Flaminio Nepote promosse un ampio programma di riorganizzazione amministrativa ed economica di tutto il territorio a sud di Ariminum, l'ager gallicus, che fu centuriato ed assegnato ai coloni; allo stesso tempo diede inizio alle politiche espansionistiche romane verso la Cispadana.
La strategica posizione geografica della città, a presidio della Pianura Padana, ne fece un bastione contro l'avanzata dei Galli, e un avamposto per le conquiste romane verso nord. Ariminum era snodo di importanti vie di comunicazione tra il Nord e il Centro Italia: qui terminava la Via Flaminia (220 a.C.), proveniente da Roma. Da Ariminum si dipartivano: la Via Emilia (187 a.C.), diretta a Piacenza, e la Via Popilia-Annia (132 a.C.), che collegava la città a Ravenna, Adria, Padova, Altinum e Aquileia. Le grandi direttrici viarie ebbero un ruolo fondamentale non solo per i commerci e gli spostamenti dell'esercito romano, ma anche per il popolamento e la riorganizzazione del territorio stesso. È importante considerare che durante la seconda guerra punica le legioni di Arezzo e Rimini presidiarono i confini.
Il porto, del quale oggi non rimane traccia, ma che si è riconosciuto essere nei pressi dell'odierna stazione ferroviaria, ebbe un ruolo rilevante nello sviluppo dell'economia cittadina. L'agricoltura soddisfaceva il solo fabbisogno locale ed era basata sulla coltivazione di cereali, alberi da frutto, viti, ulivi e ortaggi. In pianura prevalevano insediamenti sparsi di piccola e media dimensione – sebbene sia documentata la presenza di strutture più complesse, le ville – mentre sulle colline circostanti, dove l'intervento dell'uomo fu più limitato, si estendevano ancora ampie zone boschive.
Durante l'ultimo secolo dell'età repubblicana la città fu coinvolta nelle guerre civili, rimanendo sempre fedele al popolo romano e a Caio Mario. Per questa sua secolare fedeltà a Roma, ad Ariminum furono riconosciuti nel 90 a.C. la cittadinanza romana e il rango di primo municipio cispadano. Nel 49 a.C., dopo il passaggio del Rubicone (che segnava l'inizio del territorio urbano di Roma, il Pomerium, e di cui è tuttora incerta l'identificazione), Giulio Cesare rivolse un discorso alle proprie legioni nel Foro di Rimini, pronunciando la celebre frase «Alea iacta est» (il dado è tratto).
Nella prima età imperiale Rimini godette di un lungo periodo di prosperità e rinnovamento urbano, e fu oggetto delle attenzioni degli imperatori Augusto, Tiberio e Adriano,che promossero la costruzione di grandi opere pubbliche e monumenti, quali l'Arco d'Augusto, il Ponte di Tiberio, il teatro e l'anfiteatro. Un generale riassetto interessò la rete dell'acquedotto, il sistema delle fognature e le strade cittadine, che furono lastricate e rialzate in alcuni tratti.
Ariminum era l'estrema colonia meridionale della regio VIII Aemilia, coincidente quasi esattamente all'attuale Emilia-Romagna, ed aveva come confini il Rubicone a nord e il Crustumius (Conca) a sud.
La città era organizzata amministrativamente in sette vici, dei quali non sono noti i confini (ma di quattro di essi è noto il nome: Dianense, Germalo, Velabrense, Aventiniense). Il governo cittadino era retto unitamente da due magistrati (duoviri), mentre le attività di polizia e l'amministrazione erano affidate rispettivamente agli aediles e ai quaestores.
Dal III secolo d.C., ormai perduto quel ruolo diretto nella storia d'Italia che la città aveva raggiunto all'epoca di Augusto, Ariminum fu soggetta a un progressivo declino e a trasformazioni sociali e culturali, tra cui la diffusione di culti orientali, dovuti ai rapporti commerciali e alla presenza di numerosi funzionari e mercanti stranieri. Le prime invasioni barbariche, affrontate con la costruzione di una nuova cinta muraria in età aureliana, portarono a un'inesorabile decadenza e ad un arresto dell'espansione urbana.
In seguito all'editto di Costantino (313) e al riconoscimento ufficiale del Cristianesimo da parte delle autorità politiche romane, sorsero i primi luoghi di culto cristiani, inizialmente fuori dalle mura; in un secondo momento numerose chiese, tra cui la cattedrale, dedicata a Santa Colomba, furono costruite all'interno del perimetro urbano.
Rimini, già sede vescovile dal 313, ospitò nel 359 un concilio di oltre 300 vescovi occidentali a difesa dell'ortodossia cattolica contro l'arianesimo, religione professata da molti popoli germanici che avevano invaso l'Italia. Secondo la tradizione il primo vescovo riminese fu San Gaudenzio, giunto da Efeso e ucciso per mano degli ariani nel 360.

## Il Medioevo
In epoca tardo antica Rimini fu coinvolta nelle vicende della guerra greco-gotica, che ne decimò la popolazione e portò ad un progressivo abbandono di alcune aree interne alla cinta muraria. Nel 538 la città venne assediata dalle truppe del goto Vitige, intenzionato a farne un presidio militare per la difesa di Ravenna, fu occupata dai Goti nel 549 e infine conquistata dal generale bizantino Narsete. Durante l'assedio bizantino (552) il goto Usdrila ordinò la distruzione della prima arcata del Ponte di Tiberio, che fu ricostruita secondo un andamento ogivale.
L'Italia settentrionale fu suddivisa in Longobardia, (dalla quale deriva il nome Lombardia) e Romània (dalla quale deriva il nome Romagna), così denominata in quanto i bizantini erano riconosciuti come "eredi" dei romani. Sotto la dominazione bizantina fu costituita la Pentapoli marittima, composta dalle città di Rimini, Pesaro, Fano, Senigallia e Ancona. Il territorio della Pentapoli, insieme a quello dell'Esarcato, fu donato alla Chiesa nel 756 dal re dei Franchi, Pipino.
Rimini mantenne una certa autonomia politica rispetto a Ravenna: fin dall'XI secolo e per tutta l'età dei Comuni, l'amministrazione della città fu affidata ad un conte, affiancato da funzionari e magistrati tra cui il "Pater Civitatis".
Dall'XI secolo si ebbe una ripresa dei commerci e dei traffici mercantili e la costruzione di un nuovo porto, ricavato alla foce del fiume Marecchia e pertanto soggetto a periodiche e disastrose piene.
Lo spostamento del porto sancì la nascita di un nuovo borgo a ridosso di esso: il Borgo San Giuliano.
La città divenne un libero comune nel corso del XII secolo, durante il periodo delle lotte per le investiture tra Chiesa e Impero. Nel XIII secolo iniziò un periodo di intensa attività urbanistica ed edilizia. Il centro del potere civile divenne la Piazza del Comune (l'attuale piazza Cavour), dove furono edificati il Palazzo dell'Arengo e il Palazzo del Podestà. L'antico Foro per secoli ospitò il mercato e, successivamente, tornei e giostre equestri.
A partire dal XIII secolo si insediarono tra le mura cittadine numerosi ordini religiosi: gli Eremitani di Sant'Agostino, i frati minori di San Francesco e i frati predicatori di San Domenico, che costruirono nuovi conventi e chiese. In questo secolo si ebbero disordini interni dovuti ai Patarini, dichiarati eretici dalla Chiesa, il cui nome derivava dal Rione Pataro, occupato in gran parte da orti e coltivazioni all'interno delle mura.
In città lavorarono illustri artisti, tra cui Giotto, ispiratore della scuola pittorica riminese del Trecento, i cui principali esponenti furono Giovanni da Rimini, Giuliano da Rimini e Giovanni Baronzio.
Nel XIV secolo, a testimonianza di una certa vivacità culturale e artistica, il forlivese Jacopo Allegretti fondò a Rimini quella che molti considerano la prima Accademia letteraria d'Italia.
Le più potenti famiglie nobiliari riminesi, i guelfi Gambacerri e i ghibellini Parcitadi, si contesero il potere civile per tutto il XIII secolo. Dopo una prima fase in cui la città sposò la causa ghibellina, Rimini divenne guelfa, grazie all'avvento della famiglia dei Malatesta da Verucchio, il cui capostipite fu Malatesta il Vecchio, detto anche il Mastin Vecchio e ricordato nella Divina Commedia di Dante.

## La signoria malatestiana

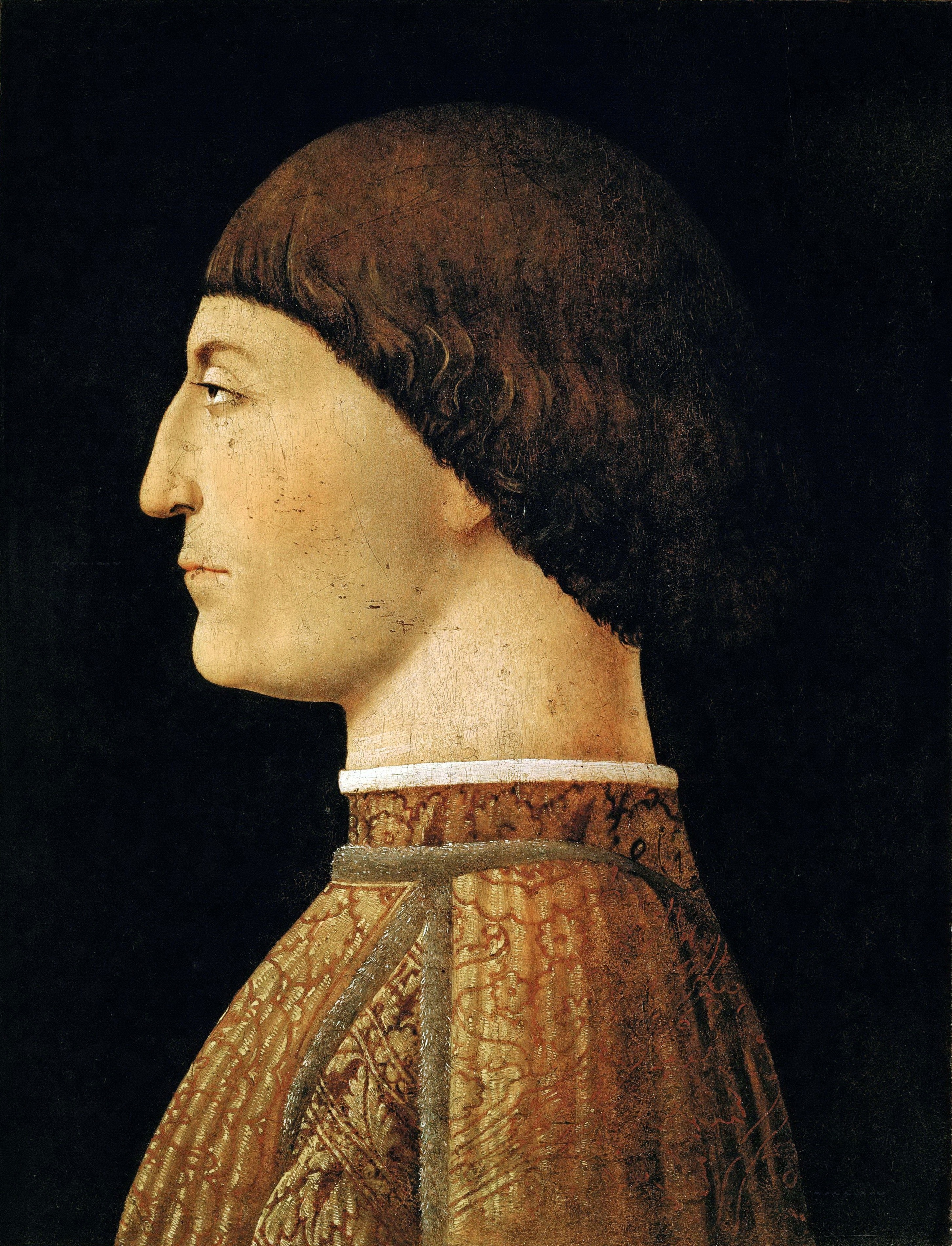
Piero della Francesca, Ritratto di Sigismondo Pandolfo Malatesta (Parigi, Louvre)

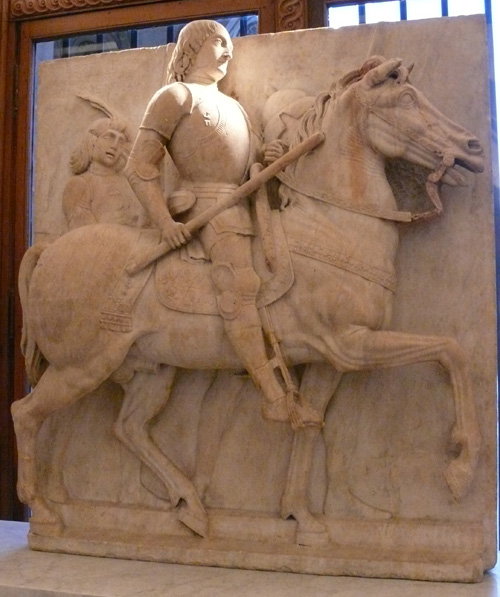
Eusebio da Caravaggio, Monumento funebre di Roberto Malatesta (Parigi, Louvre)

I Malatesta assunsero la preminenza tra i guelfi riminesi nel 1248, dopo la rotta subita a Parma dall'imperatore Federico II di Svevia. Malatesta il Vecchio riportò gli esiliati Gambacerri al governo della città, divenendo una figura molto popolare e di prestigio.
Nel 1295 Rimini, sconfitti definitivamente i Parcitadi, fu conquistata dai Malatesta, che ne fecero la capitale della signoria. Per circa due secoli la città ebbe l'egemonia su un vasto territorio, che superò i confini geografici della Romagna, estendendosi fino a Sansepolcro (1370-1430), Sestino e Senigallia.
Alla morte di Malatestino (1317), Pandolfo Malatesta divenne signore di Rimini; dopo la sua morte la città passò nelle mani di Ferrantino, mentre ai figli Galeotto e Malatesta “guastafamiglia” spettarono i territori marchigiani. Nel 1343, dopo un lungo periodo di dissidi e lotte intestine tra i membri della famiglia, a Rimini salirono al potere gli stessi Galeotto e Malatesta.
Il pontefice, nel tentativo di impedire la formazione di un'unica grande signoria, inviò il cardinale Egidio Albornoz a occupare i castelli malatestiani più esterni e concesse ai due fratelli il vicariato di Rimini, Pesaro, Fano e Fossombrone, legittimando in questo modo il dominio malatestiano ma subordinandolo all'autorità della Chiesa.
Il dominio su Rimini passò prima nelle mani di Galeotto I (1364) e poi di Carlo (1385), che si distinse per capacità politiche e diplomatiche; alla sua morte, avvenuta nel 1429, si aprì una crisi dinastica per la mancanza di eredi maschi, ad eccezione dei tre figli naturali di Pandolfo III, signore di Fano: Galeotto Roberto, Sigismondo e Domenico. Signore di Rimini divenne Galeotto Roberto, che si ritirò dopo solo tre anni a vita religiosa.
Sigismondo Pandolfo Malatesta, salito al potere nel 1432, fu uno spregiudicato capitano di ventura e allo stesso tempo grande mecenate. Sigismondo militò prima al soldo pontificio contro i Visconti, poi a fianco di Francesco Sforza contro il Papa, con la lega tra Firenze e Venezia, con i Senesi e infine contro Pio II. Si assicurò prestigio dinastico attraverso accorte sistemazioni matrimoniali, sposando Ginevra d'Este (morta nel 1440), Polissena Sforza e, nel 1456, Isotta degli Atti, e volle dare lustro al proprio nome con la costruzione del Tempio Malatestiano e di Castel Sismondo. Nel 1463 Sigismondo fu sconfitto dalle truppe pontificie guidate da Federico da Montefeltro, duca di Urbino e suo acerrimo rivale.
Alla morte di Sigismondo (1468) iniziò un periodo di lotte dinastiche tra i figli Sallustio e Roberto, detto “il Magnifico”. Valente condottiero e abile diplomatico, Roberto fu escluso dal governo della città per volere dello stesso Sigismondo, ma riuscì a impadronirsi di Rimini, venendo accusato della morte dei fratelli e della matrigna Isotta. Pandolfo IV, ostile alla nobiltà locale (che lo soprannominò “Pandolfaccio”), e il figlio Sigismondo II furono gli ultimi signori della casata malatestiana, ormai giunta a un definitivo declino, prima dell'annessione allo Stato della Chiesa.

### Gli Ebrei di Rimini
- XI-XIII secolo. Nel 1015 l'appalto dei dazi d'entrata nel porto (il cosiddetto teloneo «judeorum») è concesso ad israeliti che operano assieme al monastero di San Martino nel 1015 ed ai Canonici cittadini nel 1230.
- XIV secolo. Attività di prestito sono attestate con una rete che comprende Perugia, Fano, Ancona, Urbino, Forlì, San Marino, Santarcangelo di Romagna, Montefiore Conca e Gradara.
- XV secolo. Gli Ebrei ricevono favori dai Malatesti. Agli inizi del Quattrocento Rimini è «costituita prevalentemente da ceti mercantili e artigianali», con «una fiorente comunità ebraica a completare il quadro variopinto di una città cosmopolita» (A. Vasina). Dopo la morte di Carlo Malatesti nel 1429, si registrano manifestazioni contro la comunità ebraica ed i suoi banchi, saccheggiati. Nel 1432 Galeotto Roberto Malatesti ottiene da papa Eugenio IV un «breve apostolico» che introduce per gli Ebrei il «segno» di distinzione obbligatorio. Anche Sigismondo Pandolfo Malatesta è in rapporto con i banchieri ebraici. Nel 1462 per la fabbrica del Tempio ottiene un prestito da Abramo figlio di Manuello di Fano. Il quale aveva un fratello, Salomone, banchiere ed importante personaggio della comunità ravennate. Abramo e Salomone si trasferiscono nel territorio riminese, e gestiscono un banco nel castello di Montefiore attorno al 1459 (Muzzarelli). Nel 1489 a carico degli Ebrei è decisa un'imposta destinata a finanziare la difesa costiera contro i Turchi.

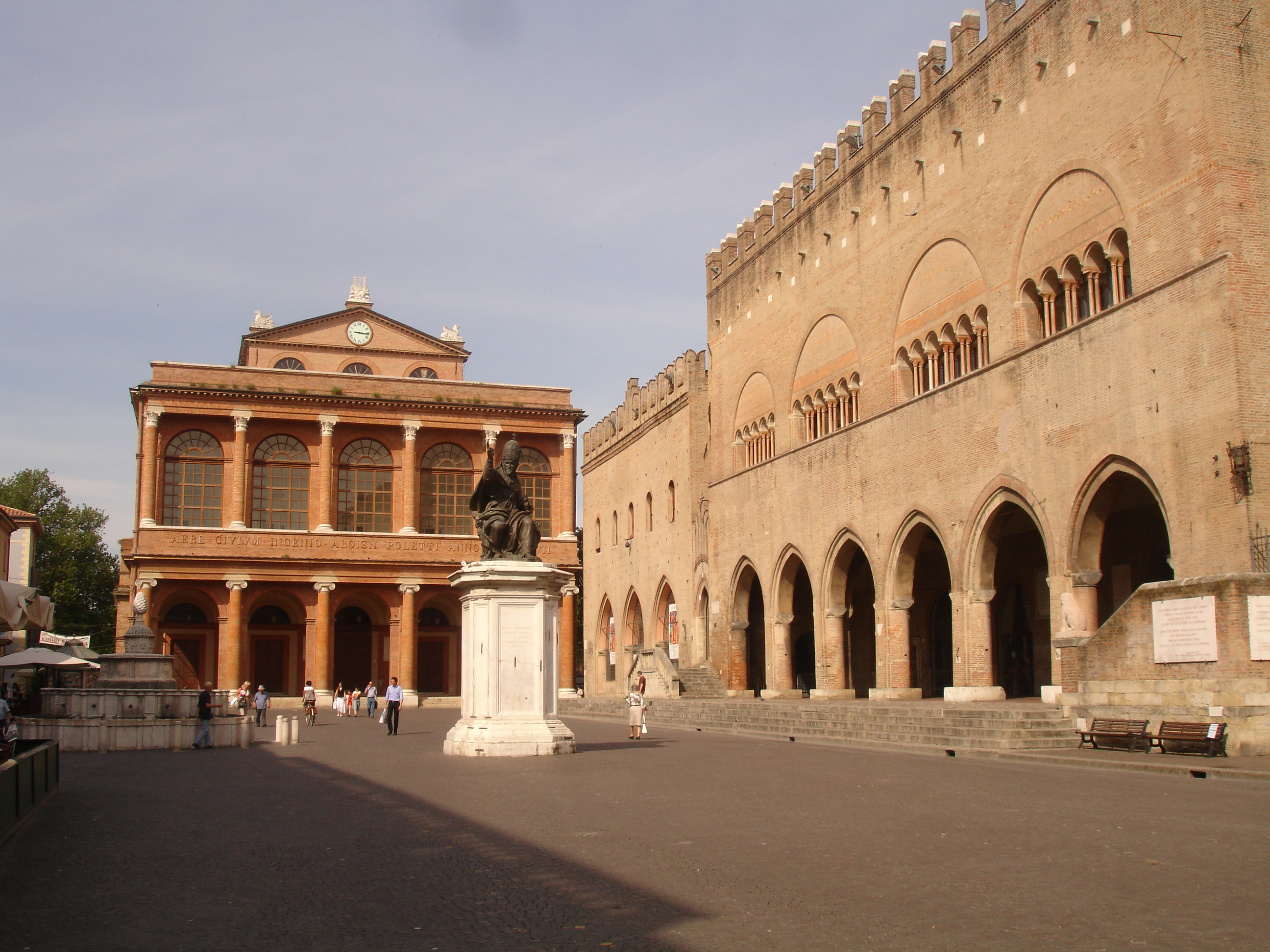
Il teatro di Rimini "Amintore Galli" - piazza Cavour

- XVI secolo. Nel 1503 si replica l'assalto contro i loro banchi, due anni dopo la creazione del «Sacro Monte della Pietà». Il 13 aprile 1515 il Consiglio cittadino stabilisce il dovere per gli Ebrei d'indossare una berretta gialla se maschi ed un qualche «segno» (una benda anch'essa gialla) se donne. Il 22 luglio 1548 il Consiglio obbliga gli Ebrei riminesi a non abitare fuori delle tre contrade (San Silvestro, Santa Colomba e San Giovanni Evangelista) dove già si trovavano. Si anticipa così il provvedimento di papa Paolo IV («bolla» Cum nimis absurdum del 14 luglio 1555 con cui si istituisce il ghetto in tutto lo Stato della Chiesa). Il 20 agosto 1555 si delimita la zona in cui agli Ebrei è permesso risiedere, ovvero la sola di Sant'Andrea (corrispondente all'odierna via Bonsi), in un tratto che va dall'angolo degli attuali Bastoni Occidentali (detti allora «Costa del Corso») sino all'oratorio di Sant'Onofrio. All'inizio ed alla fine del ghetto sono posti due portoni. Nel 1556 le famiglie ebree riminesi sono dodici. Nel 1557 la Municipalità ha già realizzato il ghetto trasferendovi i singoli nuclei famigliari. Nel 1562 la Municipalità proibisce (29 aprile) ai Cristiani di abitare nella contrada degli Ebrei, ma autorizza (14 ottobre) il ricco Ebreo Ceccantino di avere casa «extra ghettum». Nel 1569, il 26 febbraio, Pio V dà il bando agli Ebrei da tutte le sue terre, ad eccezione di Ancona e Roma. Però nel 1586 se ne trovano ancora a Rimini. Essi chiedono in Consiglio il 22 dicembre di poter continuare a vivere «familiariter» in città al di fuori del luogo detto «il ghetto» dove si rifiutano di permanere. Non ricevono risposta. Il 9 dicembre 1586 il Consiglio aveva autorizzato gli Ebrei che avevano licenza di abitare in tutto lo Stato della Chiesa, a risiedere a Rimini nel ghetto. Il 19 settembre 1590 non è approvata in Consiglio la proposta di approntare gli strumenti amministrativi per cacciare dalla città gli Ebrei che non l'avevano ancora abbandonata, e che sono equiparati a «vagabondi e forestieri» per i quali si voleva una pronta espulsione.

Sempre del XVI secolo, nell'attuale piazza Tre Martiri (allora piazza Giulio Cesare), venne eretto il Tempietto del Bramante, nel luogo dove si narra avvenne il miracolo della mula ad opera di S. Antonio da Padova.
- XVII secolo. Nel 1615 il ghetto è distrutto da una rivolta popolare, secondo il racconto di monsignor Giacomo Villani (1605-1690). Alla «perfida gens Iudeorum» è ordinato di lasciare Rimini, e le porte del ghetto sono distrutte su richiesta di alcuni nobili. Nel 1656 a «un tal Hebreo Banchiere» di cui non si fa il nome ma che era conosciuto dal mallevadore («il gentilhuomo Hebreo di questa Città»), si concede di aprire un banco con la facoltà di avere presso di sé la famiglia. Il 16 giugno 1666 il Consiglio di Rimini invece boccia (31 contrari, 14 a favore) la proposta di chiedere al papa di ricostituire il ghetto per gli Ebrei ad «utile e beneficio» della città. Infine nel 1693 alcuni commercianti ebrei «soliti a venire a servire con le loro mercanzie» a Rimini, con un memoriale letto in Consiglio il 17 febbraio ottengono l'autorizzazione ad inoltrare al pontefice la supplica per poter rientrare in città. Come sia andata a finire la faccenda, la Storia non lo dice. Essi ritornano ad apparire nei documenti un secolo dopo.

## Rimini nello Stato Pontificio
Nel 1502 Leonardo da Vinci, giunto a Rimini come ingegnere e consigliere militare di Cesare Borgia, rimase colpito dal suono delle cannelle d'acqua della fontana principale della città, l'attuale fontana della Pigna, e scrisse: "Fassi un'armonia colle diverse cadute d'acqua, come vedesti alla fonte di Rimini, come vedesti addì 8 d'agosto 1502".
Il suono della fontana gli suggerì l'idea di un organo idraulico nel quale l'acqua non veniva utilizzata come pompa per comprimere l'aria, come accadeva negli organi tradizionali, ma cadeva entro "vasi di terra", producendo diverse note a seconda della forma dei vasi stessi. Non esistono disegni che consentano di capire con precisione come egli intendesse realizzare questo strumento musicale, né testimonianze di una sua concreta realizzazione.
Nel 1509, dopo la caduta dei Malatesta e il breve periodo di dominazione veneziana, ebbe inizio il governo pontificio della città, che divenne parte per quasi trecento anni della Legazione di Ravenna. La costituzione sipontina affidò il governo cittadino alle famiglie patrizie, istituendo un Consiglio ecclesiastico costituito da 100 membri provenienti dall'aristocrazia e 30 dalla borghesia, che sfruttarono il proprio potere per garantirsi privilegi a scapito dei ceti sociali più poveri.
Dal punto di vista territoriale e politico Rimini non era più capitale di uno stato autonomo, quanto piuttosto una città marginale dello stato pontificio.
La città fu duramente provata dal passaggio dell'esercito imperiale di Carlo V nel 1531 e dal transito delle truppe francesi nel 1577, che razziarono il territorio. A ciò si aggiunsero frequenti inondazioni provocate dalle piene del Marecchia, gravi epidemie e carestie, che colpirono periodicamente la città e le campagne.
Solo alla fine del secolo l'economia locale, basata sull'agricoltura e sul commercio, manifestò una leggera ripresa, dopo essere stata duramente provata da decenni di guerre ed invasioni. Nonostante la decadenza dei traffici marittimi, dovuta alle nuove rotte atlantiche e all'egemonia turca sul Mediterraneo, il porto di Rimini rimase il più importante della Romagna sia per la pesca che per il commercio di prodotti agricoli, tra cui grano, vino e olio. La manutenzione del porto, ritenuto fondamentale per la vita economica cittadina, fu garantita da una bolla pontificia emanata nel 1537, che impose ai centri del contado la partecipazione al pagamento delle spese.
Dal punto di vista urbanistico il Cinquecento fu un secolo di trasformazioni rilevanti ma che non alterarono comunque l'assetto generale della città: il tessuto urbano fu interessato dalla costruzione dell'isolato della torre dell'orologio (1547) nell'attuale Piazza Tre Martiri, dall'apertura (1566) della "strada nuova" (Via Castelfidardo) nel settore orientale e dalla sistemazione (1578) dell'odierna Via Saffi – Via Covignano, che divenne il secondo maggiore collegamento con l'entroterra collinare.
L'attività edilizia del XVII secolo portò alla costruzione e alla riedificazione dei palazzi di numerose famiglie nobiliari – principalmente lungo gli attuali Corso d'Augusto e Via Gambalunga – e alla realizzazione dei nuovi edifici religiosi dei Cappuccini, dei Teatini e della Confraternita di San Girolamo. Negli stessi anni, a dimostrazione di una certa vivacità culturale ed economica, si ebbero anche i primi progetti concreti per il "deviatore" del Marecchia (1607), l'istituzione della Biblioteca civica (1609), ad opera del nobile riminese Alessandro Gambalunga, e la pubblicazione del primo giornale locale, il “Rimino” (1660). Nella prima metà del secolo furono editi anche due tra i più importanti lavori storiografici dell'età moderna a Rimini, il Sito riminese di Raffaele Adimari (1617) e il Raccolto istorico della fondazione di Rimini e dell'origine e vite dei Malatesti (1617) di Cesare Clementini.

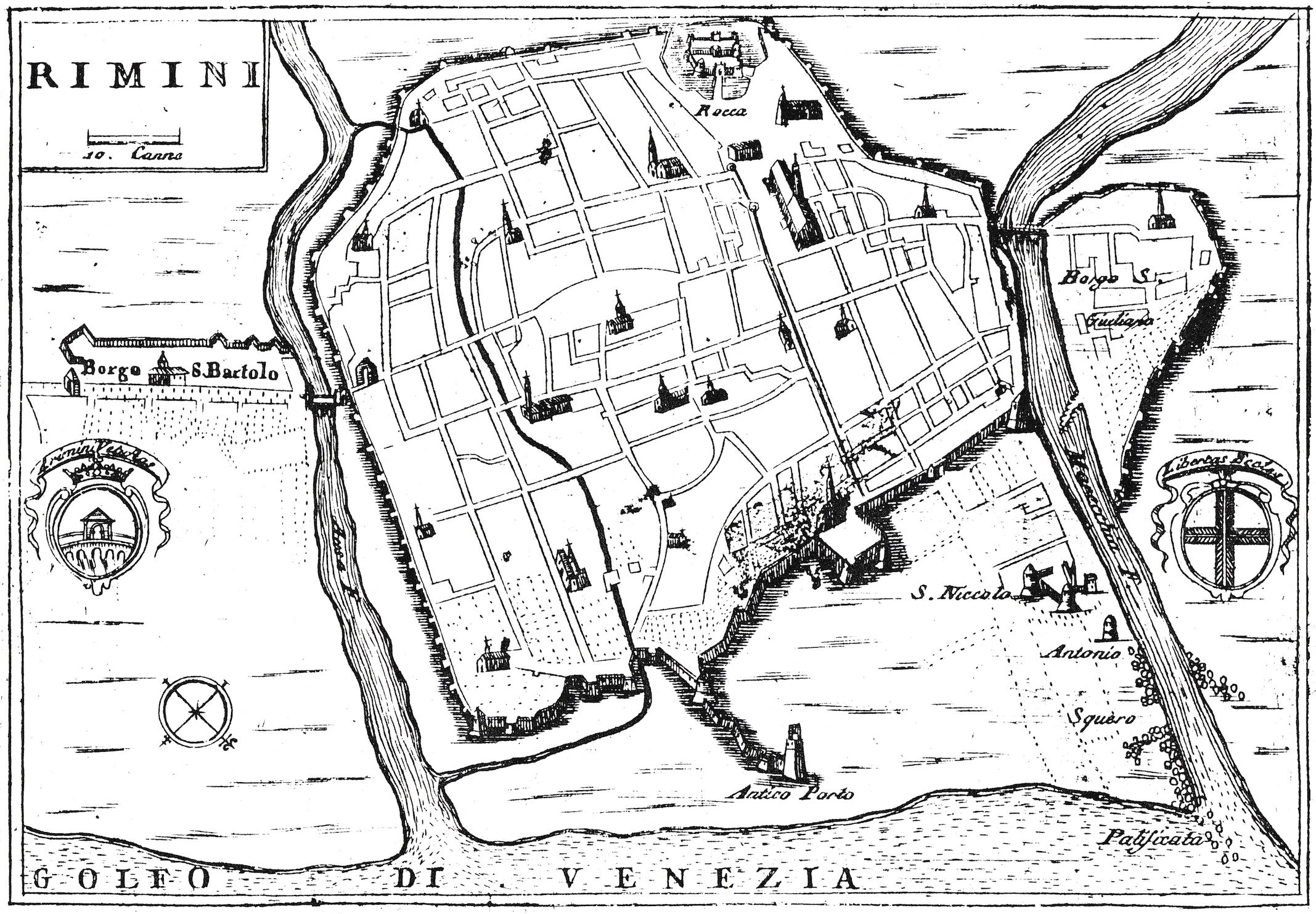
Pianta di Rimini nel 1708.

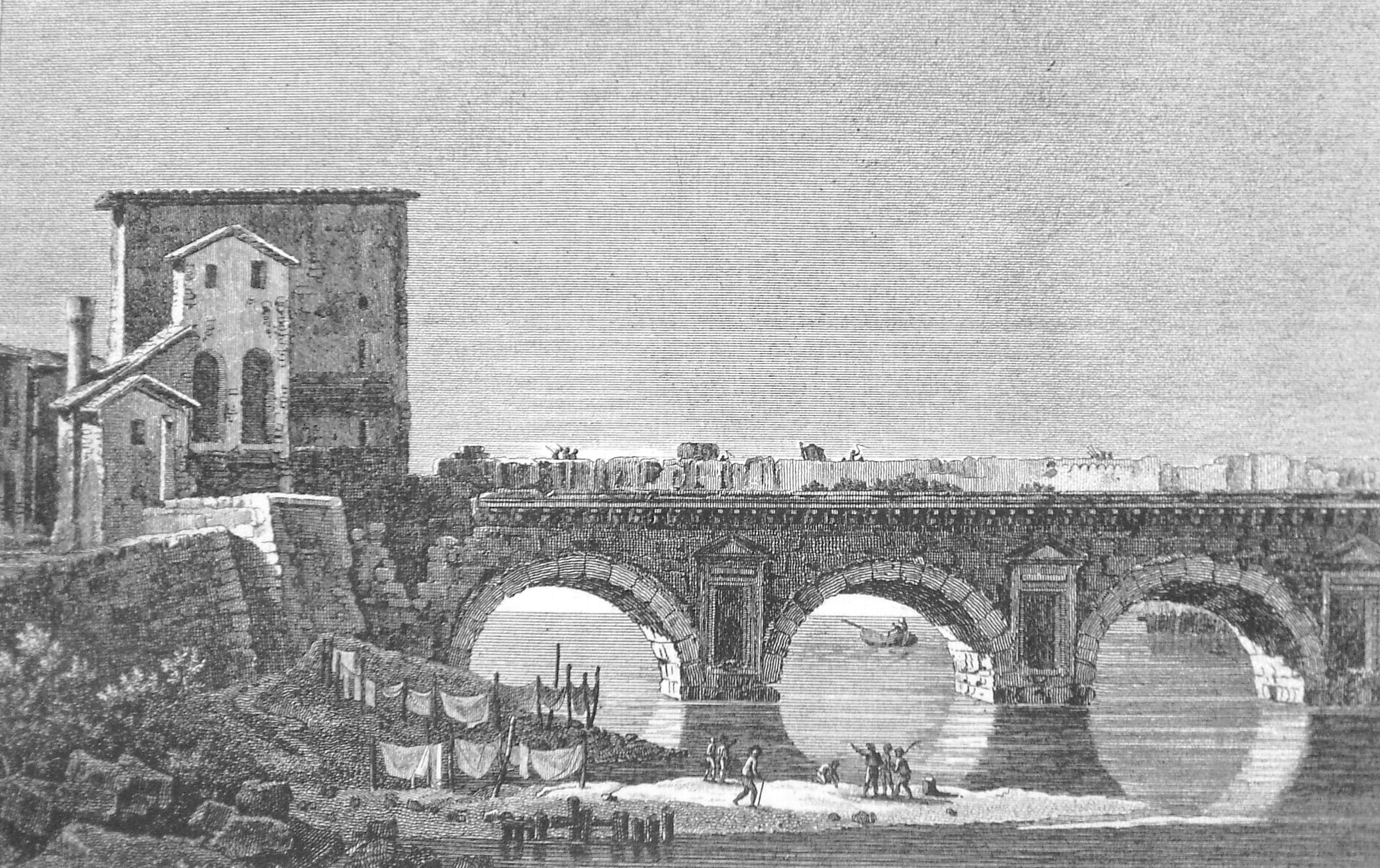
Pierre-Gabriel Berthault, Veduta del Ponte antico di Rimini, 1795

Il maggiore intervento all'interno della città storica fu però la riconfigurazione della piazza della Fontana (l'attuale Piazza Cavour), dove si ebbero la demolizione dell'isolato di San Silvestro (1613), che la chiudeva sul lato del corso e, sul lato opposto, la costruzione (1615-20) del Granaio pubblico – comunemente chiamato "i Forni", che ne determinò la separazione dalla piazza del castello.
Nel 1672 la città fu scossa da un violento terremoto, che provocò il crollo parziale di abitazioni e di alcuni edifici pubblici, tra cui il palazzo comunale, la cattedrale, la chiesa dei Teatini e quella di San Francesco di Paola.
Il XVIII secolo fu caratterizzato da una grande vivacità della vita cittadina, da un rinnovamento del tessuto edilizio e da una generale ripresa economica, nonostante il ripetersi di alluvioni, passaggi di eserciti e terremoti, che tornarono a colpire la città nel dicembre 1786, provocando danni ingenti a numerosi edifici pubblici e privati. In misura maggiore rispetto al secolo precedente, nel Settecento Rimini si distinse nell'ambito degli studi scientifici e letterari con l'opera degli scienziati Giovanni Bianchi, Giovanni Antonio Battarra e Michele Rosa, del cardinale e storico Giuseppe Garampi e del poeta Aurelio Bertola.
In questi anni le amministrazioni locali costruirono gli edifici pubblici della pescheria e del macello, promossero importanti lavori di sistemazione del porto e rinnovarono il sistema costiero di torri di difesa contro gli attacchi dei pirati.

## Il XIX secolo

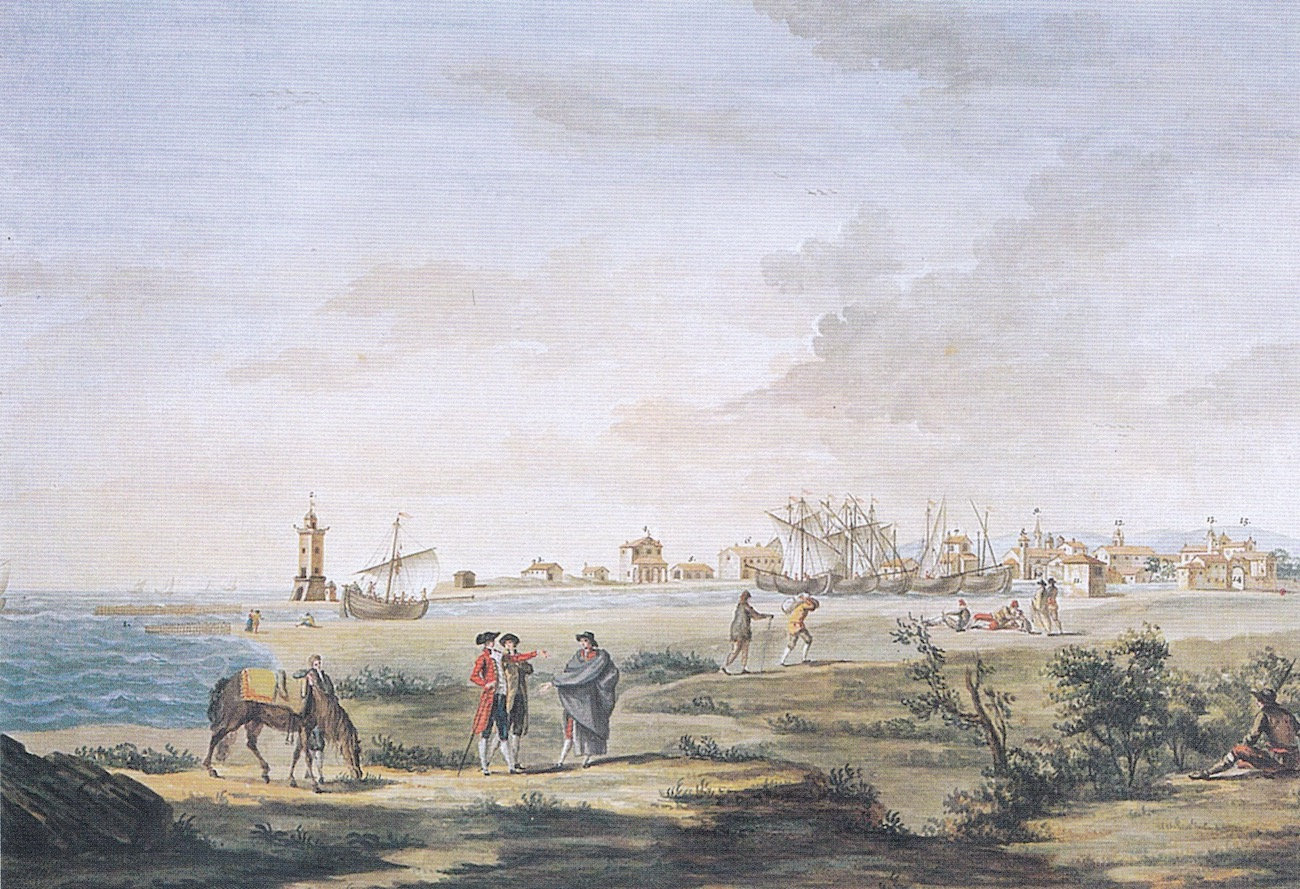
Il porto di Rimini nella rappresentazione eseguita a fine Settecento da Antonio Fede.

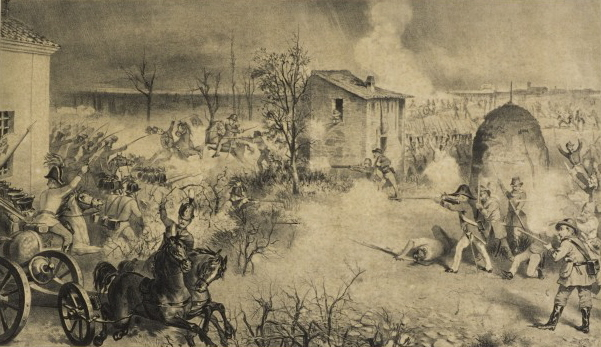
Mauro Cesare Trebbi, La Battaglia delle Celle (Faenza, Museo del Risorgimento e dell'Età Contemporanea)

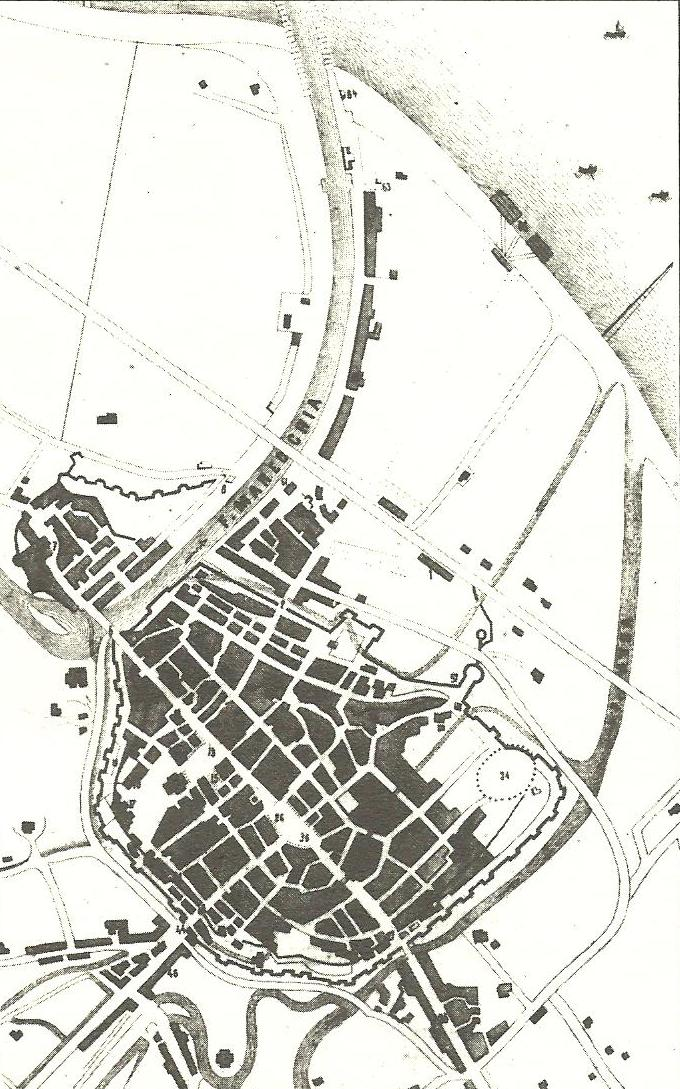
Pianta della città di Rimini nel 1864.

Dopo l'ingresso a Rimini di Napoleone Bonaparte, avvenuto nel febbraio 1797, la città fu annessa alla Repubblica cispadana prima e, dal 27 luglio dello stesso anno, alla Repubblica cisalpina. A Rimini fu conferito – anche se per breve tempo – il titolo di capitale del Dipartimento del Rubicone, qualifica che mantenne fino all'unificazione dei due dipartimenti romagnoli, avvenuta nel 1798.
L'assetto patrimoniale cittadino fu pesantemente sovvertito per effetto della soppressione degli ordini monastici, ai quali furono confiscati complessi conventuali e proprietà fondiarie.
Il 7 aprile 1799 la città si sollevò una prima volta. Il 30 maggio scoppiò la grande insorgenza riminese. Rimini era presidiata dalle truppe del gen. Fabert, in allarme per l'imminente sbarco di un vascello austriaco. La rivolta fu guidata da un pescatore, Giuseppe Federici. Marinai e pescatori costrinsero le truppe francesi ad asserragliarsi dentro la città. Gli austriaci attraccarono indisturbati e marciarono insieme ai riminesi; i francesi, vista la mala parata, lasciarono la città. Il giorno seguente fu grande festa in città. Contadini, marinai e pescatori. Fabert ritentò l'attacco, ma fu respinto e costretto alla fuga sull'appennino. Fu preso e catturato dagli insorti a San Leo.
A Rimini il 30 marzo 1815, giunto dal Regno di Napoli, Gioacchino Murat lanciò il Proclama di Rimini, attraverso il quale esortò gli italiani a combattere uniti per la costituzione del Regno d'Italia.
Nel 1831 le truppe austriache calarono in Romagna per reprimere l'insurrezione scoppiata nello Stato pontificio che aveva portato alla creazione del governo delle Province unite da parte delle legazioni di Ravenna, Forlì, Bologna e Ferrara. Alle porte della città, in località Celle, duemila volontari combatterono una battaglia contro gli austriaci; lo scontro, ricordato da Giuseppe Mazzini nel suo scritto “Una notte di Rimini”, si concluse con la restituzione del territorio romagnolo allo Stato pontificio.
Sotto il governo pontificio nacque l'industria balneare riminese. Il 30 luglio 1843 fu inaugurato il primo “Stabilimento privilegiato dei Bagni Marittimi”, sul modello delle già affermate località balneari francesi e mitteleuropee. I proprietari furono il giovane medico Claudio Tintori ed i conti Alessandro e Ruggero Baldini. I tre, uniti in società, ottennero un finanziamento di 2000 scudi dalla Cassa di Risparmio di Faenza. L'iniziativa segnò l'inizio di un'attività economica che avrà una fondamentale importanza nello sviluppo della città: il turismo.
Nel settembre 1845 un gruppo di patrioti, guidati da Pietro Renzi occupò per pochi giorni la città, prima di essere messi in fuga dall'arrivo di truppe pontificie.
L'annessione al Regno di Sardegna avvenne il 5 febbraio 1860, quando il Consiglio comunale di Rimini votò il provvedimento con due soli voti contrari; l'esito fu confermato dalla volontà popolare l'11 marzo dello stesso anno.
L'anno seguente Rimini fu raggiunta dalla ferrovia Bologna-Ancona (1861). La strada ferrata, posta a mare della città, nella prospettiva di un futuro sviluppo del porto, consentì più agevoli collegamenti con il resto d'Italia, contribuendo in modo decisivo al grande sviluppo dell'economia turistica. 
Dopo l'annessione al Regno d'Italia Rimini continuò ad essere al centro di avvenimenti politici di grande importanza. Nel 1872 la città ospitò la conferenza che sancì la nascita dell'anarchismo e la contestuale divisione degli anarchici di Mikhail Bakunin dai seguaci di Karl Marx; due anni più tardi, nel 1874, a Villa Ruffi, alla storica riunione tra anarchici e repubblicani, furono arrestati Aurelio Saffi e Alessandro Fortis, con l'accusa di cospirazione insurrezionale. Nell'agosto 1881 Andrea Costa fondò a Rimini il Partito Socialista Rivoluzionario di Romagna.

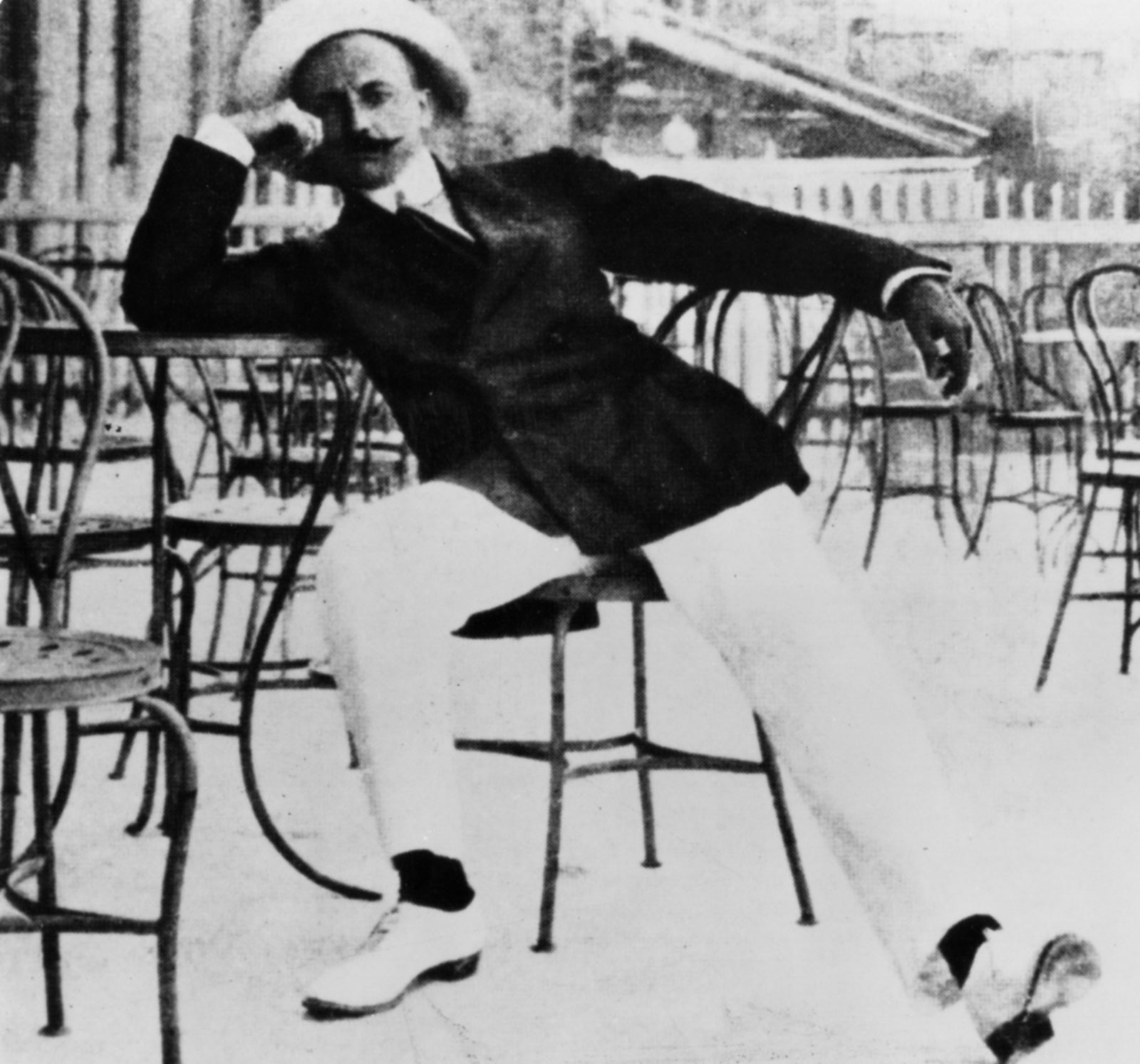
Filippo Tommaso Marinetti fotografato in posa irriverente ai tavolini del Kursaal (1914 o 1915)

Nella seconda metà del XIX secolo Rimini aveva eguali probabilità di svilupparsi sia come centro balneare sia come porto industriale. La decisione del Comune di realizzare un grande stabilimento idroterapico sancì la scelta irreversibile per il turismo. Il «Kursaal» (sala cure in tedesco) fu progettato dall'ingegnere comunale Gaetano Urbani ed inaugurato il 1º luglio 1873, con annessa Capanna Svizzera (1876). Le due strutture andarono a sostituire lo “Stabilimento privilegiato dei Bagni Marittimi”, che venne dismesso. Alla direzione fu chiamato l'illustre fisiologo ed igienista Paolo Mantegazza. Gli interni del Kursaal furono decorati dal pittore locale Guglielmo Bilancioni. Da allora sempre maggiori risorse pubbliche vennero investite nello sviluppo dell'offerta turistica, mentre la realtà portuale rimase ad uno stato artigianale. I bagni di mare, intesi inizialmente come attività di carattere terapeutico, persero rapidamente questa connotazione e divennero parte del soggiorno aristocratico e mondano dell'alta borghesia. Il cinematografo si aggiunse alle altre attrattive della città fin dal 1897.
Per i facoltosi ospiti del Lido di Rimini, provenienti dall'Italia, dalla Svizzera, dall'Austria e dall'Ungheria, nel 1908 fu costruito il lussuoso Grand Hotel, che contribuì ulteriormente a rafforzare l'immagine della città come località balneare alla moda.
L'attività principale del circondario era incentrata tuttavia sulla coltivazione del baco da seta, come si vedeva ancora negli anni cinquanta dalla presenza di tanti gelsi nelle campagne.

## Il XX secolo

### Dal 1901 alla Seconda guerra mondiale

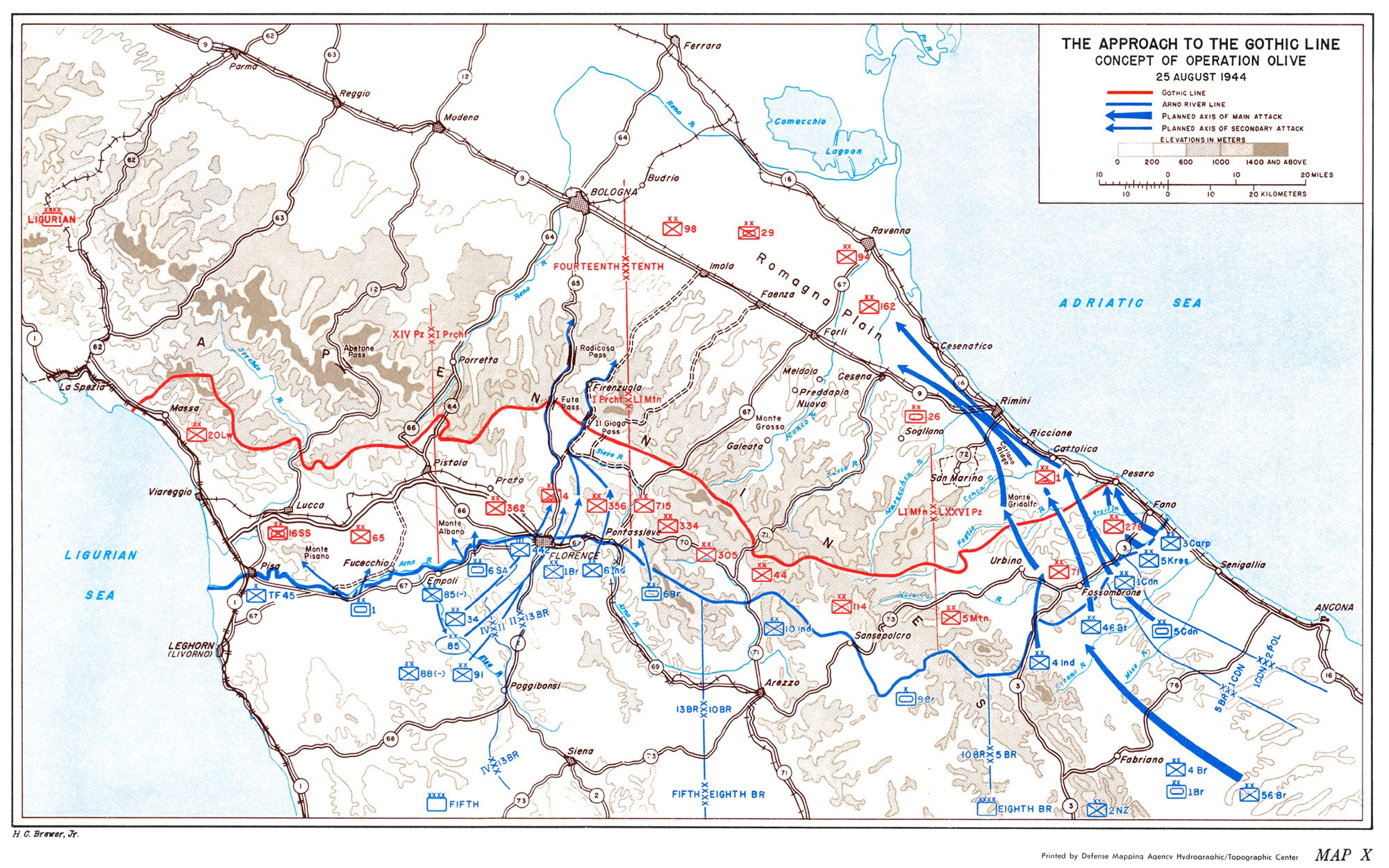
Operazioni militari sulla Linea Gotica (1944)

Il generale inglese Harold Alexander

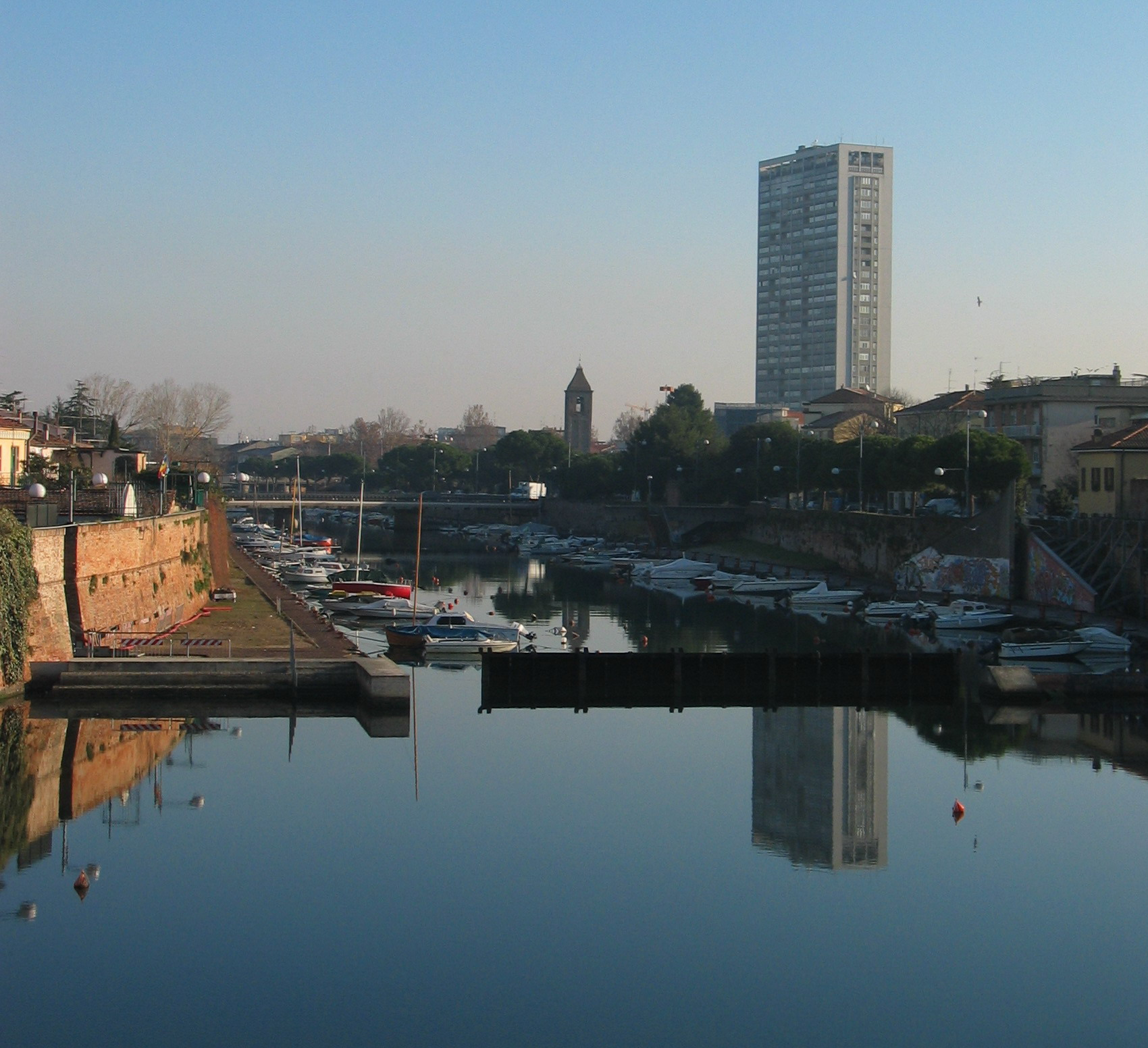
Veduta della città moderna dal Ponte di Tiberio

Nel 1911, in occasione del 50º anniversario dell'Unità d'Italia, la città organizzò
una serie di iniziative culturali e ricreative. La manifestazione si tenne in estate, a beneficio dei numerosi turisti che frequentavano il lido. L'evento che attirò la maggiore attenzione fu il sorvolo aereo della città e del litorale da parte di tre biplani. Furono i primi voli in assoluto effettuati sui cieli di Romagna. Oltre diecimila persone assistettero alle evoluzioni del francese Francois Deroye e degli italiani Carlo Maffeis e Romolo Manissero. Nelle giornate tra il 27 e il 31 agosto i tre aviatori effettuarono numerosi voli. Il 31 agosto Manissero si levò in volo portando con sé come passeggera la diva del cinema Lyda Borelli.
Le tensioni dovute alla decisione dell'Italia di occupare la Libia (1914) sfociarono a Rimini nel grande sciopero generale proclamato dalla Camera del Lavoro e nelle dimostrazioni popolari della “settimana rossa”.
Il 24 maggio 1915, nel giorno seguente alla dichiarazione di guerra dell'Italia all'Austria-Ungheria, e il 18 giugno dello stesso anno, Rimini subì bombardamenti navali austriaci, che provocarono ingenti danni ma nessuna vittima. Nel dicembre 1915 e nei primi mesi del 1916 la città subì le prime incursioni aeree nemiche, ad opera di bombardieri austriaci decollati da Pola ed aventi come obiettivo le officine ferroviarie. La difficile situazione creata dalle ostilità del primo conflitto mondiale ebbe gravi ripercussioni sull'economia cittadina, a causa della chiusura della stagione dei bagni. Nel 1916 un forte terremoto danneggiò seriamente palazzi storici, chiese e monumenti, tra cui la chiesa di Sant'Agostino, il palazzo comunale e il Teatro Vittorio Emanuele II. 4.000 persone dovettero abbandonare le proprie case e 615 edifici furono demoliti. Dopo la rotta di Caporetto (1917) circa 6.000 profughi friulani e veneziani furono accolti a Rimini negli alberghi e nei villini del Lido.
In seguito all'istituzione del Fascio riminese di combattimento (1921), in un clima di crescente consenso da parte di proprietari terrieri e borghesi, Benito Mussolini ribadì la necessità della “presa di Rimini” quale centro strategico per “serrare l'Emilia e la Romagna”. Nella notte del 28 ottobre 1922, in contemporanea alla marcia su Roma, 400 squadristi occuparono la città e si impossessarono dei palazzi comunali. Il regime abolì in breve tempo la libertà di parola e di stampa, chiudendo tutti i giornali locali e condannando al confino gli oppositori politici.
Nel 1922 Riccione, all'epoca frazione del comune di Rimini, che si era sviluppata velocemente come località balneare, divenne comune a sé stante. Con il regime fascista il turismo d'élite fu soppiantato dalla nascita del turismo di massa, con la costruzione di numerosi alberghi, pensioni e villini, e l'apertura di colonie marine nelle frazioni periferiche; la città storica fu invece interessata dagli interventi di risanamento del Borgo San Giuliano (1931) e di isolamento dell'Arco d'Augusto (1938). Nello stesso periodo furono costruite opere di grande importanza per il futuro assetto urbano, tra cui il deviatore del Marecchia (1931) e il lungomare (a partire dal 1935). Negli anni 1936-37-38 l'Azienda di soggiorno della Riviera di Rimini organizzò un Festival della canzone italiana. La manifestazione si tenne nel parco del Kursaal, grande edificio prospiciente la spiaggia di Marina. Fu il primo a livello nazionale mai tenutosi in Italia. La prima edizione si tenne il giorno di Ferragosto. L'EIAR trasmise in diretta le quattordici canzoni finaliste. Stando alle cronache dell'epoca, nei suoi tre anni di vita furono oltre diecimila gli spettatori del Festival. 
Nel 1938 l'aeroporto venne potenziato e nel 1939 divenne sede di un reparto dell'aeronautica militare e scalo della linea aerea Roma-Venezia.

### Dalla Seconda guerra mondiale ad oggi
Durante la seconda guerra mondiale, tra il 1º novembre 1943 e il settembre 1944 nel corso dell'Operazione Olive, il cui scopo era di sfondare la Linea Gotica, su Rimini furono effettuate 11.510 missioni aeree, di cui 486 nella sola giornata del 18 settembre, e furono distrutti o danneggiati 754 mezzi corazzati. Particolarmente distruttivo fu il bombardamento del 28 dicembre 1943, che causò il crollo del Teatro cittadino e rase al suolo il Museo San Francesco, dov'erano custodite le opere d'arte più pregevoli della città. Secondo una stima tedesca, alla fine della battaglia più dell'80% della città fu rasa al suolo e migliaia di civili perirono negli scontri e nei bombardamenti.
I riminesi abbandonarono la città, ormai quasi completamente distrutta, per rifugiarsi nelle campagne circostanti e nella vicina Repubblica di San Marino, dichiaratasi neutrale e quindi ritenuta sicura. Tra il 25 agosto e il 30 settembre 1944 le forze tedesche, comandate dal generale Traugott Herr, si scontrarono con le forze alleate (Regno Unito, Canada, Nuova Zelanda e Grecia), guidate dal generale Harold Alexander. La zona tra Rimini e Gemmano fu l'epicentro degli scontri, che provocarono una delle più sanguinose battaglie di tutta la Campagna d'Italia. Rimini fu liberata il 22 settembre: risultò la seconda città italiana più distrutta dopo Montecassino.
Nel periodo 1945-47 i soldati dell'esercito germanico di stanza nel Nord Italia catturati dagli Alleati furono tenuti prigionieri in una decina di campi di detenzione allestiti lungo la costa riminese, da Cervia a Riccione. L'area di internamento fu denominata «Rimini Enklave» e fu presidiata dai militari della Brigata Ebraica. Ospitò fino a 150.000 prigionieri, da soldati comuni a criminali nazisti. Il campo di Rimini era denominato «370 Camp Central Mediterranean Area». Il Centro di Registrazione era a Riccione, con deposito a Viserba, la sussistenza era a Miramare insieme al panificio, l'Ospedale a Cesenatico. Il prigioniero più illustre fu Erich Priebke, che fuggì la notte del 31 dicembre 1946.
Il secondo dopoguerra fu caratterizzato da una rapida ricostruzione e da un'enorme crescita del settore turistico. Rimini, divenuta una delle più importanti località turistiche d'Italia e d'Europa, conobbe un forte incremento demografico: i circa 77 000 abitanti del 1951 diventarono oltre 100 000 nel 1963 per effetto del movimento migratorio dall'entroterra, nonostante il distacco del nuovo comune di Bellaria-Igea Marina (1956).
Nel 1992 Rimini divenne capoluogo dell'omonima provincia, ottenendo l'autonomia amministrativa dalla Provincia di Forlì.
I problemi causati dall'eccezionale e rapido sviluppo turistico della città avvenuto nella seconda metà del XX secolo (intensa edificazione del litorale, condizioni di degrado ambientale e stagionalità della struttura economica locale) determinarono a cavallo del nuovo millennio una riorganizzazione del sistema economico attraverso un processo di destagionalizzazione. Nacquero così grandi infrastrutture permanenti (12 mesi all'anno) per il terziario e gli affari: il nuovo quartiere fieristico e il Palazzo dei Congressi che, potendo contare su un'infrastruttura ricettiva imponente e collaudata, riuscirono a garantire eventi di grandi dimensioni con ottime ripercussioni sull'economia locale.